# Život je sklopio krug
«Život je sklopio krug» —en español: «La vida ha completado su ciclo»— es una canción compuesta por Srđan Matijević e interpretada en serbocroata por Sabahudin Kurt. Fue elegida para representar a Yugoslavia en el Festival de la Canción de Eurovisión de 1964 tras ganar la final nacional yugoslava, Eurovizija 1964.

## Festival de Eurovisión

### Eurovizija 1964
Esta canción participó en la final nacional para elegir al representante yugoslavo del Festival de la Canción de Eurovisión de 1964, presentada por Helena Koder y celebrada el 5 de febrero de ese año en Trbovlje. La canción ganadora fue elegida por los votos de cuatro jurados regionales. Al final de las votaciones, hubo un empate entre «Život je sklopio krug» de Sabahudin Kurt y «Zlati April» de Marjana Deržaj. Finalmente, la canción «Život je sklopio krug» se declaró ganadora, ya que había recibido más puntos altos que «Zlati April».

### Festival de la Canción de Eurovisión 1964
Esta canción fue la representación yugoslava en el Festival de Eurovisión 1964. La orquesta fue dirigida por Radivoj Spasić.
La canción fue interpretada 13.ª en la noche del 21 de marzo de 1964 por Sabahudin Kurt, precedida por Italia con Gigliola Cinquetti interpretando «Non ho l'età» y seguida por Suiza con Anita Traversi interpretando «I miei pensieri». Al final de las votaciones, la canción no había recibido ningún punto; quedó en 13.er puesto de 16 y fue uno de los cuatro países que no estrenaron el marcador ese año.
Fue sucedida como representación yugoslava en el Festival de 1965 por Vice Vukov con «Čežnja».